# Walter Knödel
Walter Knödel (Viena, 20 de maio de 1926 – Stuttgart, 19 de outubro de 2018) foi um matemático e cientista da computação austríaco. Foi professor de ciência da computação na Universidade de Stuttgart.
Nascido em Viena, Walter Knödel estudou matemática e física na Universidade de Viena, onde obteve um doutorado em 1948 por seu trabalho em teoria dos números, orientado por Edmund Hlawka, com habilitação em 1953. Em 1961 tornou-se professor de matemática na Universidade de Stuttgart.
Walter Knödel é autor de vários livros e publicações científicas. Escreveu o primeiro livro em alemão sobre programação de computadores em 1961. Foi o decano fundador da faculdade de ciência da computação da Universidade de Stuttgart e membro fundador da Sociedade Alemã de Computação Gesellschaft für Informatik.
O número de Knöde é denominado em sua memória. Morreu em Stuttgart em 19 de outubro de 2018.